# Naristové

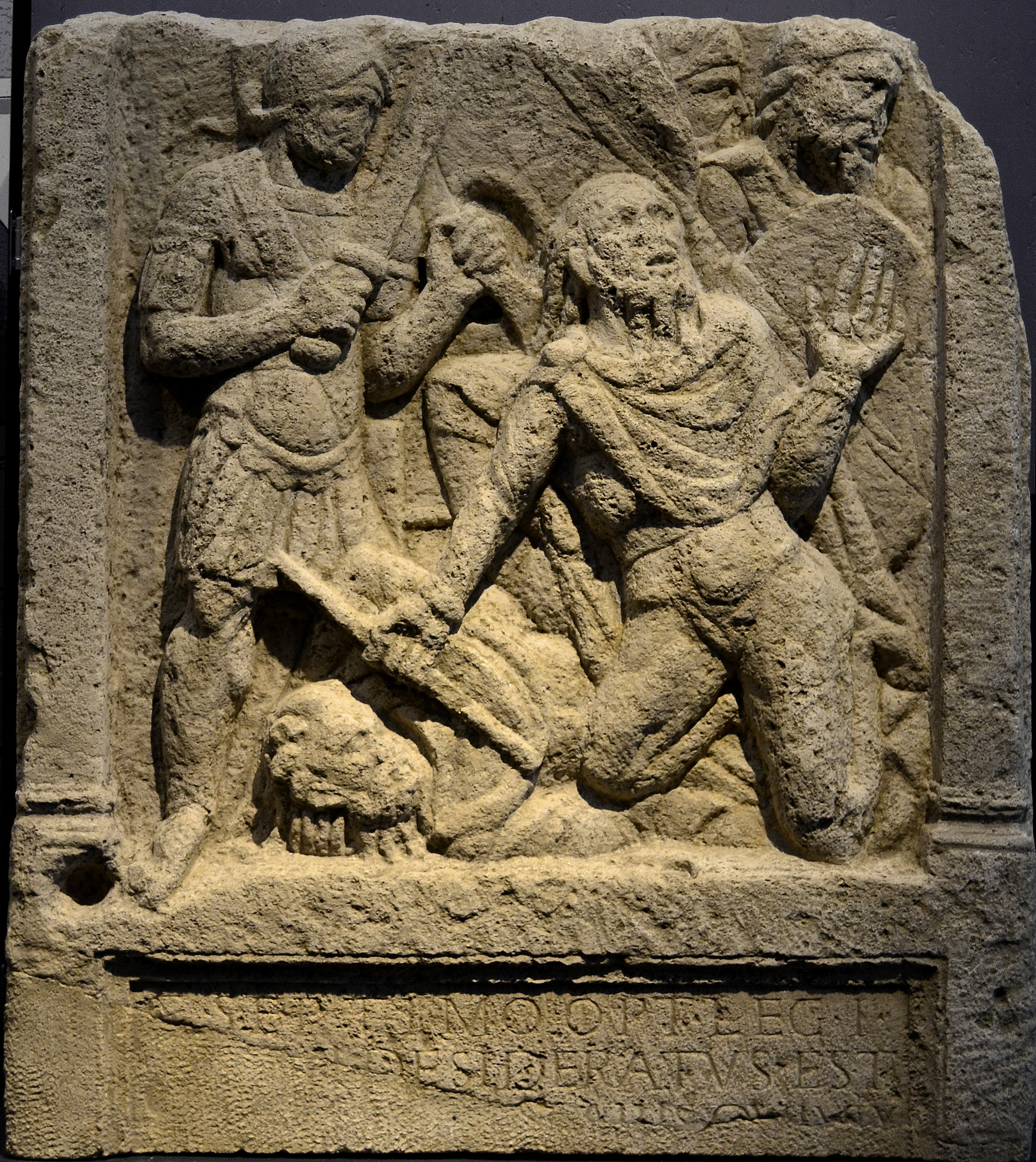
Náhrobek z Brigetia datovaný do roku 173 n. l. se zčásti dochovaným popisem „Ae(lio) Septimo opt(ioni) leg(ionis) I / [Ad]i(utricis) desideratus est / [bello 3]aris qui vix(it)“ („Aeliu Septimovi z římské legie I Adiutrix, nezvěstnému ve válce proti Naristům, kteří žili...“) Náhrobek umístěný v Maďarském národním muzeu v Budapešti

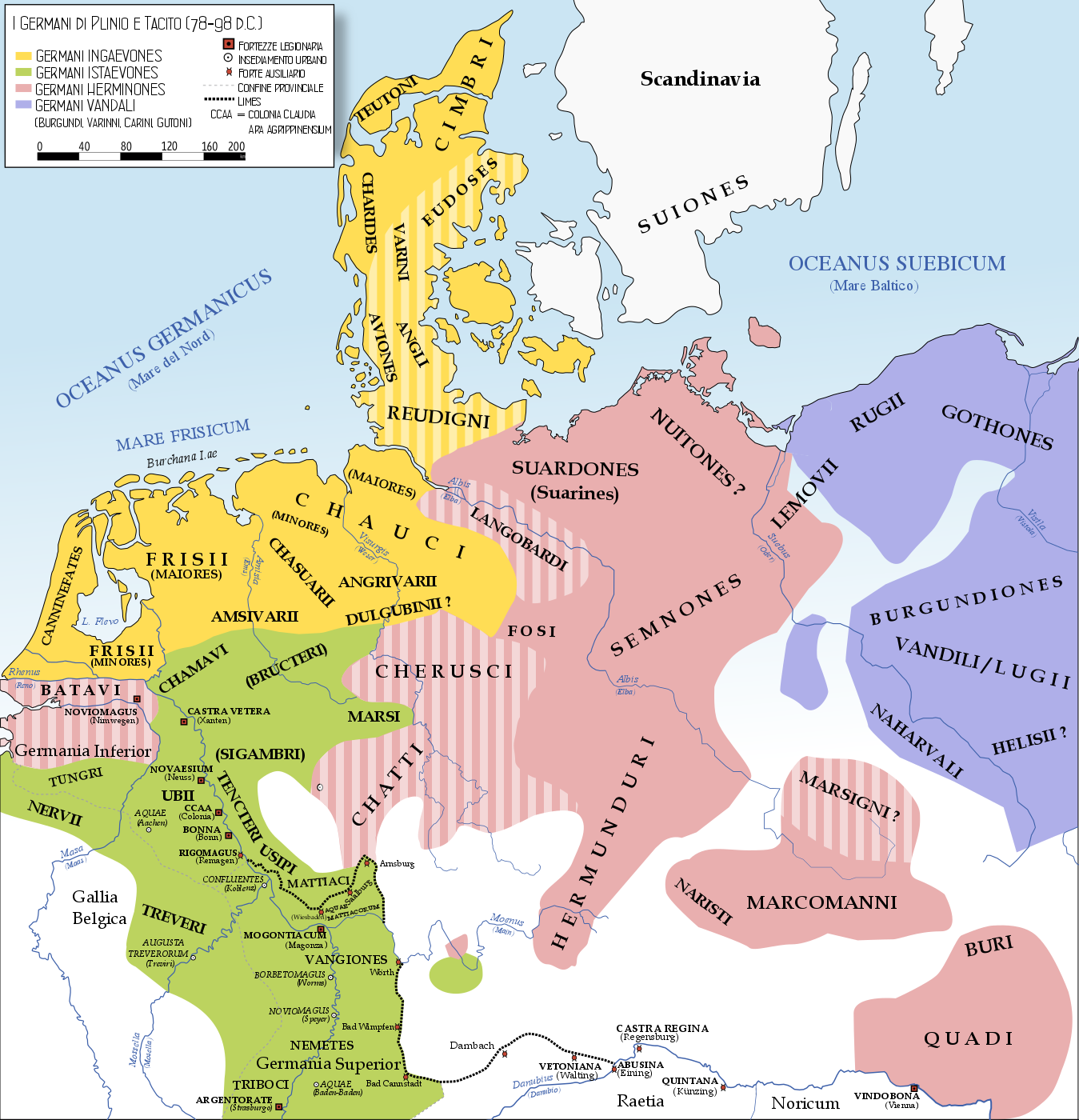
Germánie podle Plinia staršího v roce 78 a Tacita v roce 98 s vyobrazením území osídleného Naristy

Naristové, také Naristi, Varistové či Varisti (latinsky Varisci či Narisci), byli germánský kmen doložený několika řeckými a římskými historiky. Publius Cornelius Tacitus je ve svém díle De origine et situ Germanorum nazýval Naristy, v pozdně antickém díle Historia Augusta jsou označeni jako kmen Varistů. Oba záznamy jsou historiky zpravidla považovány za autentické. Výklad jejich etnonyma je sporný, pro Tacita to byli především Germáni.
Naristové se podle Tacita usadili severně od Dunaje na území v okolí germánských kmenů Markomanů, Armalausů, Hermundurů a Kvádů. Klaudios Ptolemaios v díle Geography uvedl, že Naristové se usadili severozápadně od pohoří Gabreta Silva a jižně od Sudéty, patrně na území dnešního Českého lesa a Horní Falce. Pokud jde o místo obývané Naristy, oba starověké zdroje se tedy shodují. Tacitus zmínil, že byli spojenci Markomanů a Kvádů při vyhnání keltského kmene Bójů z jejich původního domova. S velkou pravděpodobností všichni tři germánští spojenci nepocházeli z tohoto regionu, ale přesunuli se do něj v 1. století př. n. l., v době útěku germánských kmenů z Galie na východ před Juliem Caesarem. Klaudios Ptolemaios zároveň uvedl jména sídel Bicurgium, Menosgada, Setuacotum, Brodentia, Abilunum a Usbium na Dunaji, přičemž nezmínil, v jaké jsou řeči, ani zda byla převzata nebo nově založena, ale interpretoval je jako místa s usazenými Naristy. Kolem roku 167 za vlády císaře Marca Aurelia se Naristové spojili s dalšími germánskými i jinými národy a zaútočili na římskou hranici na Dunaji. Počáteční útok se změnil v dlouhou sérii bitev nazývaných markomanskými válkami, protože napadení Římské říše podnítili a koordinovali především Markomani. Během markomanských válek byl římským generálem Marcem Valeriem Maximianem zabit vůdce Naristů Valao.
V záznamech a popisech markomanských válek starověkého historika Ammiana Marcellina nejsou Naristové zmíněni, ale krátká zmínka o nich je ve 22. kapitole Vita Marci Antonini Philosophi Julia Capitolina. Byli mezi kmeny, které překročily Dunaj, ale poté se informace o nich ztrácejí, ani na svém původním území nad Gabretou se již neobjevili. Podle Peutingerovy mapy se na jejich území po markomanských válkách usadili Armalausové.
Podle nejvěrohodnější informace o dalším osudu Naristů byli spolu s mnoha dalšími kmeny žijícími severně od Dunaje po markomanských válkách přesídleni Marcem Aureliem na italské území, kde nad nimi měli Římané větší kontrolu. Tento názor je v moderní době obecně přijímán. Naristové svou identitu ztratili pravděpodobně po pádu Západořímské říše.